# Harvey Postlethwaite
Harvey Postlethwaite, né le 4 mars 1944 à Barnet (Grand Londres) et mort le 15 avril 1999 à Barcelone, est un ingénieur britannique, directeur technique de plusieurs écuries de Formule 1 des années 1970 aux années 1990. Il meurt d'une attaque cardiaque en Espagne pendant qu'il supervisait le projet mort-né du retour de Honda en Formule 1.

## Biographie
Sa carrière débute en 1968 alors qu'il quitte l'Université de Birmingham avec un doctorat d'ingénieur en mécanique. Il travaille comme ingénieur chez ICI avant de faire son apprentissage de la compétition automobile pendant deux ans chez March Engineering en tant que responsable des Formule 2 et des voitures de sport. Placé sous les ordres de Robin Herd, il préfère par la suite partir chez Hesketh en 1973 où il a carte blanche pour concevoir une nouvelle voiture.

### Hesketh
En 1974, James Hunt remporte l'International Trophy au volant de la Hesketh 308 conçue par Postlethwaite. La 308 est la première monoplace à utiliser des matériaux composites et, dès 1974, elle dispose d'une colonne de direction en carbone. En 1975, Hunt remporte le Grand Prix des Pays-Bas devant la Ferrari 312T de Niki Lauda.
Harvey Postlethwaite conçoit ensuite l'Hesketh 308C à suspension en caoutchouc qui se révèle être un échec. Elle court en 1976, avec des suspensions classiques, sous les couleurs Williams-Wolf, pilotée par Jacky Ickx. L'année suivante, Patrick Head seconde Postlethwaite avant de quitter l'équipe au milieu de la saison pour suivre Franck Williams qui veut créer ses propres châssis.

### Wolf
La Wolf WR1 est née de la collaboration entre Postlethwaite et Head. En 1977, Jody Scheckter remporte trois victoires dont la première course de la saison. Chez Walter Wolf Racing, Postlethwaite innove en montant l'aileron arrière sur un tube transversal plutôt que fixé sur un mat central, solution qui s'est généralisée par la suite. Il est également le premier à orienter les échappements afin de dégager les entrées d'air pour optimiser l'effet de sol.
L'équipe devient Fittipaldi-Copersucar fin 1979 et la Wolf WR9 (en) devient donc la Fittipaldi F7. Le modèle suivant, la Fittipaldi F8 était encore plus rapide mais l'équipe manquait de moyens.

### Ferrari
En 1981 commence sa collaboration avec la Scuderia Ferrari. Les premières voitures qu'il réalise sont la Ferrari 126 C2 qui remporta le championnat constructeur en 1982 puis son évolution, la Ferrari 126 C3 qui renouvelle la performance l'année suivante.
Si John Barnard rejoint Postlethwaite chez Ferrari, il le supplante en 1986. Postlethwaite reste encore deux ans dans l'équipe en qualité de directeur technique et commence à travailler en étroite relation avec l'aérodynamicien Jean-Claude Migeot. Au milieu de la saison, ils rejoignent tous les deux Tyrrell Racing.

### Tyrrell
Chez Tyrrell, Postlethwaite rencontre Mike Gascoyne, un jeune designer. La Tyrrell 019 de 1990 constitue une grande avancée technique avec son museau surélevé lui permet d'aspirer plus d'air vers le diffuseur arrière tout en reculant le centre de pression aérodynamique. Le Ford-Cosworth DFR étant assez puissant, la voiture se montre efficace aux mains de Jean Alesi.
Postlethwaite rejoint ensuite Honda qui désire revenir en Formule 1 en 2000. Le châssis est développé chez Dallara et testé sur la piste de Barcelone en Espagne, où Postlethwaite décède lors de la supervision d'une séance d'essais.